# 法蘭克福舊歌劇院
法蘭克福舊歌劇院（德語：Alte Oper）是一座位於德國美因河畔法蘭克福的一座建築。在歷史上曾是歌劇院，現在則是音樂廳。完工於1880年。二戰期間歌劇院被破壞，并曾有德國最美的廢墟之稱。戰後外部得到忠實復原，內部則改為音樂廳。

## 外部連結
- Alte Oper Frankfurt （页面存档备份，存于） (in German)
- Welcome to Oper Frankfurt
- Stadt-Panorama Alte Oper （页面存档备份，存于） - Interactive 360 degree panorama with day and night views (in German)
- A view on cities （页面存档备份，存于）
- Philharmonia.co.uk （页面存档备份，存于）